# 西萨通寺
西萨通寺、拉胡庙、拉胡天神庙或习萨通寺，旧名华通寺（又译金头寺），是一座始建于拉达那哥欣王国时代初期，位于泰国佛统府那空猜西县的古老庙宇。由于寺庙因在防小人等方面十分灵验，拉胡天神的圣物神迹不断，所以深受当地人民敬仰。此寺庙是属于大宗派的一座皇家寺庙。

## 开放时间
开放时间为泰国时间上午7时至下午5时。

## 历史
据1815年皇家公报记载，拉胡庙的旧名是华通寺，始建于1815年拉达那哥欣时代初期，历史悠久，一直是老挝人民及周边地区人民的精神寄托。起初，拉胡庙地区因远离河流，是一片荒芜的森林。在拉玛一世国王统治期间，Phra Kaew Morakot从万象搬到曼谷。此外，一些老挝人也从万象迁移到曼谷。他们分别集中在Ban Kluai地区和如今的Sisa Thong分区。为了定居在此，他们开垦这片土地，并打算建造一座寺庙。在挖掘过程中，他们发现了一尊金色的佛头像。他们认为这是一个好兆头，因此将这座寺庙命名为华通寺（“Hua Thong”，中文：金头）。
后来，政府决定在Ton Son市场的他钦河（也称为佛统柴溪河）挖掘一条运河，以方便国王前往佛统大塔朝拜。因此，人们不得不搬到佛统大塔运河边居住。为了交通方便，寺庙被迫搬迁，并更名为西萨通寺。它是一座位于佛统府那空猜西县的古老寺庙。许多古代物品和考古遗址都出自该地区。此外，西萨通寺自古以来就是天文学、占星学和草药研究的中心。第一任方丈是从万象迁移至曼谷的老挝人龙婆塔（Luang Pho Ta）。他在寺庙还是一个默默无闻的时期就已经居住在寺庙，直到寺庙渐渐出名。拉胡庙的鼎盛时期，是前任住持Luang Por Noi Navarat在位期间。因为他是单眼椰壳（或独眼椰）的发起人。这使寺庙闻名至今。

## 建筑
除了多尊释迦牟尼佛金身、娜迦佛等佛像，寺庙建有郑信大帝雕像及一尊大型罗睺像供人们前来朝拜。

## 供品
由于拉胡天神喜爱黑色，所以庙里的贡品几乎都是以黑色为主，其中包括了8柱黑香和一朵黑玫瑰。祭拜拉胡天神的供品有乌鸡精或乌鸡汤（或以黑葡萄代替）、黑酒、黑咖啡、黑凉粉、黑豆、黑糯米、黑千层糕及黑皮蛋。信徒也可自备其他黑色供品。